# Lesozavodsk
Lesozavodsk (Russisch: Лесозаво́дск) is een gorodskoje poselenieje in de kraj Primorje, Rusland, aan de rivier Oessoeri, een zijrivier van de Amoer, 10 km van de Chinese grens en ongeveer 300 km ten noorden van Vladivostok. Vroeger was deze plaats bekend onder de naam Oessoeri.

## Geschiedenis
De eerste vestiging op deze plaats ontstond in 1924 in samenhang met een houtzagerij. In 1932 werd dit dorp samengevoegd met het buurdorp Novostrojka, en werd het een stedelijke nederzetting met de naam Lesozavodsk. In 1972 startte een fabriek met de productie van diervoeder. In 1974 kwam er een textielfabriek en in 1987 een meubelfabriek.

### Bevolkingsontwikkeling
| jaar | aantal inwoners |
| ---- | --------------- |
| 1939 | 24.078          |
| 1959 | 32.124          |
| 1970 | 34.957          |
| 1979 | 38.790          |
| 1989 | 44.065          |
| 2002 | 42.185          |
| 2010 | 37.034          |
| 2018 | 35.506          |

## Transport

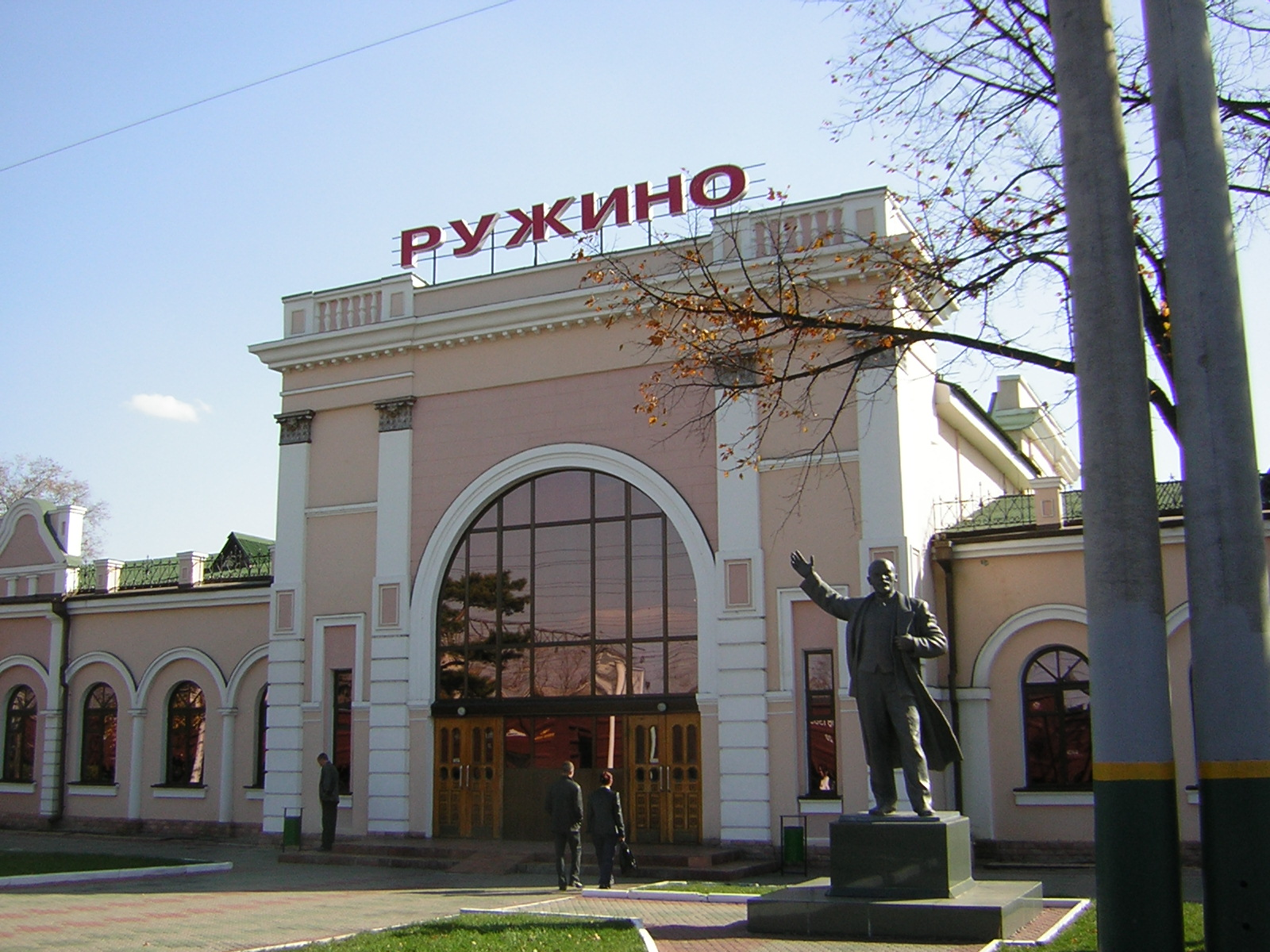
Ruzjino spoorwegstation

Het station Roezjino van de Trans-Siberische spoorweg ligt vlak bij Lesozavodsk. De autoweg M-60 van Chabarovsk naar Vladivostok passeert ongeveer 10 km ten oosten van de stad.

## Garnizoen
De 130e artilleriedivisie van het 5e Rode Leger, Militair District van het Verre Oosten was hier gevestigd tot 2009. Daarna werd het een opslagplaats.

## Klimaat
Lesozavodsk heeft een landklimaat met koude, droge winters onder invloed van het Siberisch hogedrukgebied. De zomers zijn warm en nat door de Aziatische moesson.
| Maand                                              | jan   | feb   | mrt   | apr  | mei  | jun  | jul  | aug  | sep  | okt  | nov   | dec   | Jaar |
| -------------------------------------------------- | ----- | ----- | ----- | ---- | ---- | ---- | ---- | ---- | ---- | ---- | ----- | ----- | ---- |
| Gemiddeld maximum (°C)                             | −12,1 | −7,2  | 2,5   | 14,1 | 21,0 | 25,2 | 27,7 | 27,2 | 22,0 | 13,6 | 1,6   | −8,7  | 10,6 |
| Gemiddelde temperatuur (°C)                        | −18,0 | −13,5 | −4,0  | 7,0  | 14,1 | 19,3 | 22,6 | 21,8 | 15,3 | 6,7  | −4,4  | −14,5 | 4,4  |
| Gemiddeld minimum (°C)                             | −23,9 | −19,8 | −10,5 | −0,1 | 7,2  | 13,4 | 17,5 | 16,4 | 8,6  | −0,2 | −10,4 | −20,3 | −1,8 |
|                                                    |       |       |       |      |      |      |      |      |      |      |       |       |      |
| Neerslag (mm)                                      | 11    | 8     | 16    | 26   | 49   | 61   | 98   | 116  | 79   | 42   | 22    | 13    | 541  |
| Bron: http://climatebase.ru/station/30949/?lang=en |       |       |       |      |      |      |      |      |      |      |       |       |      |

## Bekende personen
- Sergej Teresjtsjenko, voormalig Premier van Kazakhstan
- Amūru Mitsuhiro, geboren Ivanov, sumo worstelaar

Bestuurlijk centrum: Vladivostok

Arsenjev · Artjom · Bolsjoj Kamen · Dalnegorsk · Dalneretsjensk · Fokino · Lesozavodsk · Nachodka · Partizansk · Spassk-Dalni · Oessoeriejsk